# Bo Nilsson
Bo Nilsson (født 1. maj 1937 i Skellefteå, død 25. juni 2018 i Stockholm i Sverige) var en svensk komponist, sangskriver, trompetist og forfatter.
Nilsson fik som ung undervisning i klaver, og spillede i forskellige jazzorkestre. Han var som komponist selvlært. Han skrev orkesterværker, kammermusik, sange, filmmusik, stykker for mange instrumenter, elektronisk musik, jazzmusik, popmusik etc. Han var inspireret af Pierre Boulez og Karlheinz Stockhausen, men udviklede med tiden en personlig stil som udspillede sig mest i avantgarde og moderne klassisk musik, selvom han også skrev lyrisk og melodisk musik. Nilsson var medlem af den Svenske Komponistforening, og blev æresdoktor ved Luleå Tekniske Universitet. Han skrev også musiklærerbøger og romaner herom igennem tiden.

## Udvalgte værker
- Artic Air (2001) - for orkester
- Kadence (2001) - for orkester
- Kun for strenge (1954) - for lille strygeorkester
- To stykkker (1955) - for fløjte, basklarinet, klaver og 4 slagtøjspillere
- Tre scener (1960-1961) - for kammerorkester
- Kvantiteter (1957) - for solo klaver
- En blok time - (1957-1958) - for sopran og kammerensemble
- Kort en Gösta Oswald (1958-1962) (kantatecyklus) - for sopran, alt, kvindekor, 3 orkestre og fortællere